# Theodor von Rochow
Theodor Heinrich Rochus von Rochow genannt von Briest (* 21. April 1794 in Jeserig bei Brandenburg an der Havel; † 20. April 1854 in Sankt Petersburg) war ein preußischer Generalleutnant und Gesandter in Sankt Petersburg.

## Leben

### Herkunft
Theodor war ein Sohn des preußischen Premierleutnants im Regiment der Gardes du Corps Friedrich Ehrenreich Adolf Ludolf von Rochow (1770–1799) und dessen Ehefrau Karoline Philippine, geborene von Briest (1773–1831). Sein Vater war außerdem Domherr von Minden sowie Herr auf Jeserig und Neuhaus. Sein Bruder Gustav Adolf Rochus wurde preußischer Innen- und Staatsminister. Seine Schwester Klara (1796–1865) war mit dem Generalleutnant Friedrich Heinrich Ludwig von Pfuel verheiratet.

### Karriere
Rochow erhielt seine Erziehung zusammen mit seinem Bruder im Haus des Großvaters. Im Jahr 1809 kam er an die Academie Militaire und wurde am 24. April 1810 nach seinem abgelegten Examen als Sekondeleutnant im Regiment der Gardes du Corps der Preußischen Armee angestellt. Während der Befreiungskriege nahm er an der Schlacht bei Großgörschen bei, wurde mit dem Eisernen Kreuz II. Klasse ausgezeichnet sowie am 19. Mai 1813 zum Premierleutnant befördert. Für sein Verhalten bei Leipzig erhielt Rochow den Orden der Heiligen Anna III. Klasse. Während des Sommerfeldzuges erfolgte am 1. Juni 1815 seine Versetzung als Adjutant in die 1. Garde-Kavalleriebrigade und dort avancierte er im selben Monat zum Rittmeister. Als solcher wurde Rochow am 3. Oktober 1815 in die Adjutantur versetzt und fungierte als zweiter Adjutant der Inspektion der Garde-Kavallerie. In dieser Stellung wurde er Anfang April 1820 Major und kam am 9. November 1820 als zweiter Adjutant zum Prinzen Wilhelm von Preußen, dem Bruder des Königs Friedrich Wilhelm III. Am 29. März 1821 wurde er der Adjutantur aggregiert. Er wurde am 22. Oktober 1829 mit dem St. Johanniter-Orden und am 23. November 1834 mit dem Orden der Eisernen Krone II. Klasse ausgezeichnet.
Mit seiner Beförderung zum Oberstleutnant wurde Rochow am 6. April 1835 zum Gesandten in der Schweiz ernannt und im Mai 1835 unter Belassung in dieser Stellung dem Regiment der Gardes du Corps aggregiert. Am 30. März 1837 wurde er Oberst und zusätzlich Gesandter am württembergischen Hof. 1839 gab er seine Aufgaben in der Schweiz ab, verblieb aber als Gesandter in Stuttgart. 1840 erhielt Rochow das Großkreuz des Ordens vom Zähringer Löwen. Am 22. März 1843 wurde ihm der Charakter als Generalmajor verliehen und am 1. August 1845 kam er dann als preußischer Gesandter an den russischen Hof nach Sankt Petersburg. Dort erhielt er am 8. Mai 1849 den Charakter als Generalleutnant und am 6. Mai 1851 das Patent zu seinem Dienstgrad. In Würdigung seiner Verdienste wurde ihm der Rote Adlerorden I. Klasse mit Eichenlaub sowie der Alexander-Newski-Orden verliehen. Rochow verstarb in Ausübung seines Dienstes am 20. April 1854 in Sankt Petersburg.
Er war Erbherr auf Jeserig, Neuhaus, Nennhausen und Bamme. Mit dem Tod seines Großvaters mütterlicherseits Philipp Friedrich Wilhelm August von Briest (1749–1822) erhielt er am 20. April 1816 die Genehmigung, den Namen von Rochow genannt von Briest zu führen. Da er aber ohne männliche Nachkommen blieb, starb der Name Briest mit ihm endgültig aus.

### Familie
Am 2. November 1817 heiratete Rochow in Karow Mathilde Elisabeth Gräfin von Wartensleben (1797–1884). Das Paar hatte mehrere Kinder:
- Elisabeth Karoline Luise (1822–1896)[5] ⚭ 1845 Joseph Graf von Ugarte (1804–1862), österreichischer Diplomat
- Anna Klara Mathilde Marie (1824–1874) ⚭ 3. Juni 1852 Wichard von Rochow (1822–1886), preußischer Generalmajor und Gutsbesitzer auf Stülpe
- Gustave Ehrenreich (*/† 1826)
- Sohn n. n. (*/† 1833)[6]